# Bulbophyllum navicula
Bulbophyllum navicula är en orkidéart som beskrevs av Rudolf Schlechter. Bulbophyllum navicula ingår i släktet Bulbophyllum och familjen orkidéer. Inga underarter finns listade i Catalogue of Life.